# نافورة مانتسل

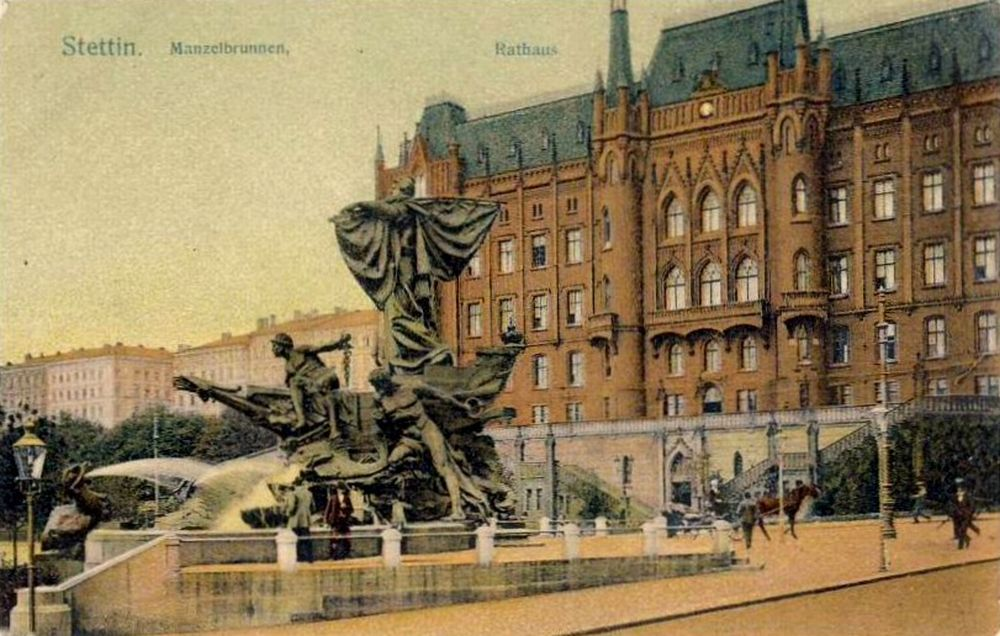

نافورة مانتسل Manzelbrunnen هي نافورة قائمة في مدينة شتيتن. أصابها ضرر كبير في الحرب العالمية الثانية وبقيت أجزاء منها فقط.
بنيت عام 1898 في ميدان البلدية في شتيتن. ويتوسط النافورة تمثال لامرأة رمزية سيدينا Sedina ترمز للمدينة. وقد حدث أن شهدت المدينة في الفترة قبل عام 1900 بقليل نهضة اقتصادية هامة من خلال التجارة البحرية، فقد تم تدشين الميناء الحر بالمدينة في عام 1898. لذلك فالنافورة ترمز للمدينة الناهضة.
وقد صمم النافورة وشيدها النحات لودفيج مانتسل.
‌